# Камшичести скорпиони
Камшичестите скорпиони (Thelyphonida) са семейство животни от клас Паякообразни (Arachnida), единственото в разред Uropygi.
Таксонът е описан за пръв път от Иполит Люка през 1835 година.

## Родове
- Etienneus Heurtault, 1984
- Ginosigma Speijer, 1936
- Glyptogluteus Rowland, 1973
- Hypoctonus Thorell, 1888
- Labochirus Pocock, 1894
- Mastigoproctus Pocock, 1894
- Mayacentrum Viquez & Armas, 2006
- Mimoscorpius Pocock, 1894
- Ravilops Víquez & Armas, 2005
- Sheylayongium Teruel, 2018
- Thelyphonellus Pocock, 1894
- Thelyphonoides Krehenwinkel, Curio, Tacud & Haupt, 2009
- Thelyphonus Latreille, 1802
- Typopeltis Pocock, 1894
- Uroproctus Pocock, 1894
- Valeriophonus Viquez & Armas, 2005